# ۲۰۲۱

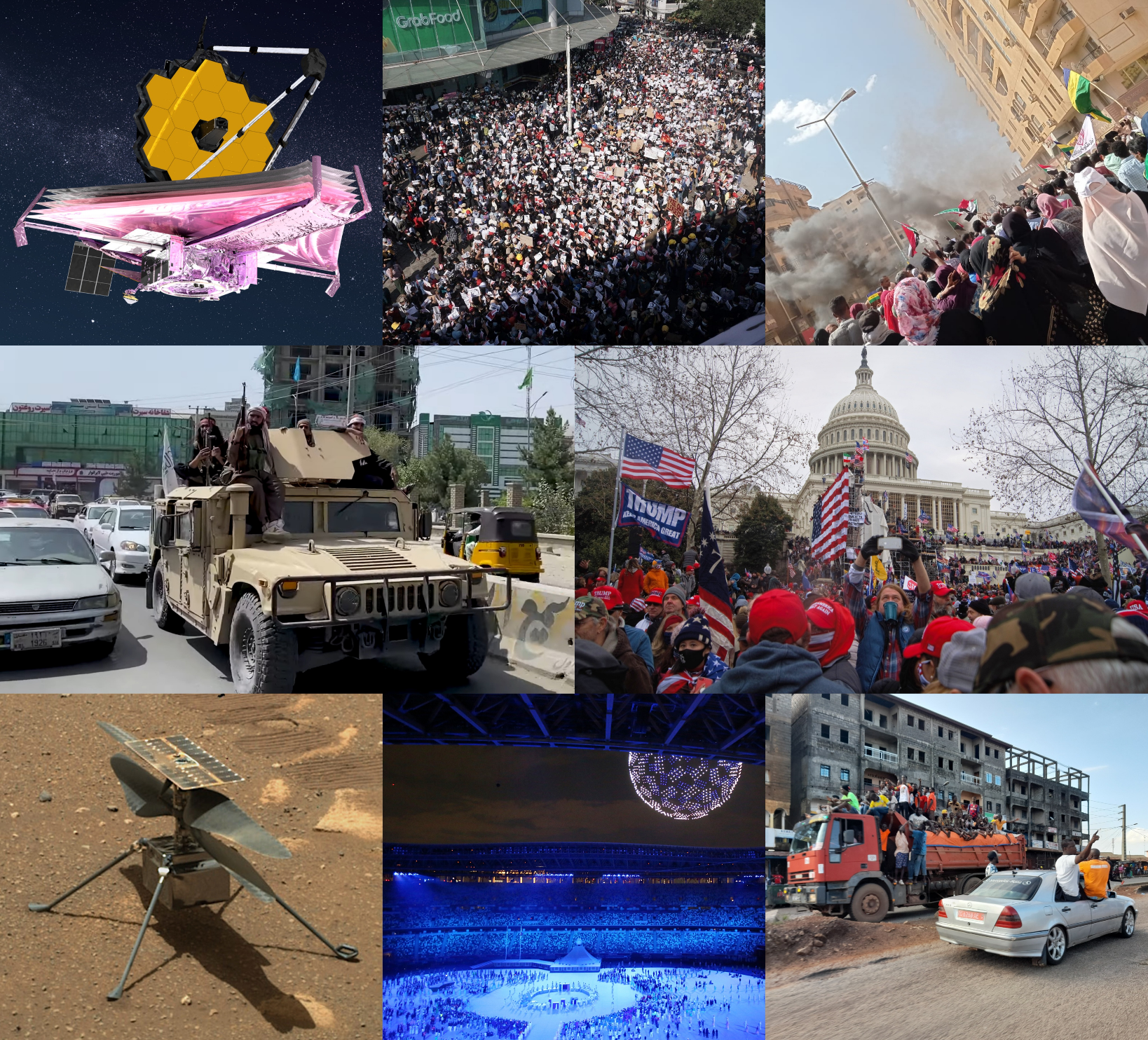
رویدادهای مهم سال ۲۰۲۱

سال ۲۰۲۱ بیست و یکمین سال هزاره سوم و سده بیست و یکم و دومین سال از دهه ۲۰۲۰ میلادی است.
سازمان ملل سال ۲۰۲۱ را به عنوان سال بین‌المللی صلح و اعتماد، سال بین‌المللی اقتصاد خلاق برای توسعه پایدار، سال بین‌المللی میوه و سبزیجات، و سال بین‌المللی برای از بین بردن کودک کار اعلام کرد.

## مناسبت‌ها

### ژانویه
- ۱ ژانویه - منطقه تجارت آزاد قاره آفریقا به اجرا درآمد.[۵]
- ۴ ژانویه
  - یک قاضی انگلیسی مانع استرداد جولیان آسانژ به ایالات متحده شد، در حالی که مکزیک به او پیشنهاد پناهندگی سیاسی داد.[۶]
  - مرز بین قطر و عربستان سعودی دوباره باز شد.[۷]
- ۶ ژانویه
  - حمله به کاخ کنگره ایالات متحده: طرفدار- معترضین دونالد ترامپ ساختمان کاپیتول آمریکا را محاصره کردند و گواهی انتخابات ریاست جمهوری سال ۲۰۲۰ را مختل کردند و کنگره را مجبور به تخلیه کردند پنج نفر جان خود را از دست می‌دهند، از جمله یک افسر پلیس و یک زن که در داخل پایتخت به ضرب گلوله کشته می‌شود.[۸][۹] این رویداد به عنوان یک حمله تروریستی داخلی طبقه‌بندی می‌شود و باعث محکومیت بین‌المللی می‌گردد.[۱۰]
  - اعتراضات ۲۰۱۹–۲۰۲۰ هنگ کنگ: نیروی پلیس هنگ کنگ بیش از ۵۰ فعال دموکراسی را بر اساس قانون امنیت ملی هنگ کنگ دستگیر می‌کند.[۱۱]
- ۱۰ ژانویه - کیم جونگ اون به عنوان دبیرکل حزب کارگر حاکم کره انتخاب شد و این عنوان را از پدر کیم جونگ ایل، که در سال ۲۰۱۱ درگذشت، به ارث برد.[۱۲]
- ۱۱ ژانویه - بیماری دنیاگیری کووید ۱۹: تعداد موارد تأیید شده COVID-19 از ۹۰ میلیون مورد در سراسر جهان عبور می‌کند.[۱۳]
- ۱۳ ژانویه
  - در لیون، فرانسه، اولین پیوند دست و شانه بر روی یک بیمار ایسلندی در بیمارستان Édouard Herriot انجام می‌شود.[۱۴]
  - دونالد ترامپ اولین رئیس‌جمهور ایالات متحده است که یک هفته قبل از تحریک حمله به کاخ کنگره، دو بار استیضاح شد.[۱۵]
- ۱۵ ژانویه
  - حزب انقلابی خلق لائوس تونگلون سیسولیت را به عنوان دبیرکل جدید به جای رئیس بازنشسته بونهانگ ووراچیت انتخاب می‌کند. سیسولیت برای یک دوره پنج ساله به عنوان رهبر ارشد در لائوس انتخاب می‌شود.[۱۶]
  - دولت روته در هلند به دلیل رسوایی رفاه استعفا داد.[۱۷]
  - بیماری همه گیر COVID-19: تعداد تلفات جهانی COVID-19 از ۲ میلیون نفر می‌گذرد.[۱۸]
- ۲۰ ژانویه - جو بایدن به عنوان چهل و چهارمین رئیس‌جمهور ایالات متحده تحلیف شد.[۱۹]
- ۲۴ ژانویه - انتخابات ریاست‌جمهوری پرتغال: رئیس‌جمهور فعلی مارسلو ربلو دی سوسا دوباره انتخاب می‌شود.[۲۰]
- ۲۶ ژانویه - بیماری همه گیر COVID-19: تعداد موارد تأیید شده COVID-19 بیش از ۱۰۰ میلیون مورد در سراسر جهان است.[۲۱]
- ۲۶ جنوری: هیات بلندپایه طالبان به ریاست ملا عبدالغنی برادر، معاون سیاسی و رئیس دفتر سیاسی این گروه در قطر به دعوت رسمی وزیر خارجه ایران، محمدجواد ظریف وارد تهران شد.[۲۲]
- ۲۷ ژانویه - حکم دادگاه قانون اساسی لهستان مبنی بر اینکه سقط جنین به دلیل نقص جنین خلاف قانون اساسی است در مجله قوانین منتشر شد.[۲۳]
- ۲۹ ژانویه - اتحادیه اروپا به دنبال مشاجره بر سر واکسن COVID-19 با AstraZeneca، ماده ۱۶ پروتکل ایرلند شمالی حاکم بر توافق‌نامه‌های تجاری با اتحادیه اروپا و انگلیس را فراخوانی کرد. به دنبال انتقاد و نگرانی بلفاست، دوبلین و لندن، اتحادیه اروپا در همان روز تصمیم خود را لغو می‌کند.[۲۴]
- ۳۱ ژانویه - نگوین فو ترونگ برای یک دوره پنج ساله برای بار سوم دوباره به عنوان دبیرکل حزب کمونیست ویتنام انتخاب شد.[۲۵]

### فوریه
- ۱ فوریه
  - کودتایی در میانمار آنگ سان سوچی را از قدرت برکنار و حکومت نظامی را بازگرداند.[۲۶]
  - کوزوو رسماً روابط دیپلماتیک خود را با اسرائیل برقرار کرده و از برنامه‌های خود برای افتتاح سفارت در اورشلیم خبر می‌دهد.[۲۷]
  - بیماری همه گیر COVID-19: تعداد واکسن‌هایی که در سراسر جهان تجویز می‌شود بیش از ۱۰۰ میلیون واکسن است.[۲۸][۲۹]
- ۲ فوریه - جف بزوس اعلام کرد که از سمت مدیر عامل آمازون در Q3 2021 کناره‌گیری می‌کند و اندی جسی را به عنوان جانشین وی معرفی می‌کند.[۳۰]
- ۳ فوریه – کانادا اولین کشوری است که پراد بویز را به عنوان یک سازمان تروریستی معرفی می‌کند.[۳۱]
- ۴ فوریه – جو بایدن اعلام کرد که ایالات متحده ارائه سلاح به عربستان سعودی و امارات متحده عربی را برای استفاده در جنگ داخلی یمن متوقف می‌کند.[۳۲]

### آگست
- ۱۵. سقوط دولت جمهوری اسلامی در افغانستان با ورود طالبان به کابل و فرار اشرف غنی، رییس‌جمهور و کابینه‌اش به خارج افغانستان.
- ۲۶ اوت. حمله تروریستی نزدیک فرودگاه کابل، بین افراد اجتماع کننده که می‌خواستند با ورود طالبان، به خارج کشور فرار کنند.تیراندازی سربازان امریکایی تعداد قربانیان را به ۲۰۰ نفر افزایش داد.
- ۳۰. خروج اخرین نیروی امریکایی از افغانستان.

## رویدادهای پیش‌بینی شده و برنامه‌ریزی شده
- ۱۸ فوریه - مأموریت مریخ ۲۰۲۰ ناسا (شامل مریخ نورد استقامت و هواپیمای بدون سرنشین بالگرد مریخی نبوغ) پس از هفت ماه سفر، در دهانه جیزرو به مریخ آمد.[۳۳]
- ۱۷ مارس - قرار است انتخابات عمومی هلند برای مجلس نمایندگان هلند برگزار شود.
- ۲۳ مارس - انتخابات عمومی اسرائیل قرار است، چهارمین انتخابات کنست در ۲ سال گذشته برگزار شود.
- ۴ آوریل - بلغارستان انتخابات پارلمانی را برگزار می‌کند.
- ۱۹ آوریل - رائول کاسترو با پایان دادن به ۶۲ سال حکومت برادران کاسترو در کوبا ، از سمت دبیر اول حزب کمونیست کوبا استعفا خواهد داد.[۳۴]
- ۱۸ تا ۲۲ مه - پس از لغو مسابقه آواز یوروویژن ۲۰۲۰ به دلیل همه‌گیری COVID-19، برنامه مسابقه آواز یوروویژن ۲۰۲۱ قرار است در روتردام هلند برگزار شود.[۳۵][۳۶]
- ۲۶ مه - دومین کوتاهترین ماه گرفتگی کامل قرن ۲۱ اتفاق می‌افتد که فقط ۱۴ دقیقه و ۳۰ ثانیه طول می‌کشد.[۳۷]
- ژوئن - فینال لیگ ملت‌های CONCACAF 2020 قرار است در ایالات متحده برگزار شود. به دلیل بیماری همه گیر COVID-19، از ۴ تا ۷ ژوئن ۲۰۲۰ برنامه‌ریزی مجدد شد.[۳۸]
- ۱۰ ژوئن - خورشید گرفتگی حلقوی.[۳۹]
- ۱۱ ژوئن - ۱۱ ژوئیه - جام ملت‌های اروپا ۲۰۲۰ قرار است در سراسر اروپا و کوپا آمریکا ۲۰۲۱ در آرژانتین و کلمبیا برگزار شود. به دلیل بیماری همه گیر COVID-19، هر دو مسابقه از ۱۲ ژوئن ۲۰۲۰ برنامه‌ریزی شد.[۴۰][۴۱]
- ۱۸ ژوئن - اسرائیل قرار است انتخابات ریاست جمهوری را برگزار کند.
- ۲۳ جولای - ۸ آگوست - بازیهای المپیک تابستانی ۲۰۲۰ قرار است در توکیو ژاپن برگزار شود. به دلیل بیماری همه گیر COVID-19، از ۲۴ ژوئیه ۲۰۲۰ برنامه‌ریزی مجدد شد.[۴۲]
- ۵ سپتامبر - منطقه ویژه اداره هنگ کنگ در چین قرار است انتخابات شورای قانونگذاری را برگزار کند.
- ۱۳ سپتامبر - برنامه‌های نروژ برای برگزاری یک انتخابات پارلمانی، با تمام کرسی در استورتینگ.
- ۲۶ سپتامبر - آلمان قرار است انتخابات فدرال بوندستاگرا در این تاریخ برگزار کند.
- اول اکتبر - قرار است نمایشگاه جهانی ۲۰۲۰ آغاز شود. افتتاح آن از ۲۰ اکتبر سال ۲۰۲۰ به دلیل همه‌گیری COVID-19 برنامه‌ریزی شد.[۴۳]
- ۶ اکتبر - ۱۰ اکتبر - فینال لیگ ملت‌های UEFA 2021 قرار است در ایتالیا برگزار شود. آنها در ابتدا برای ۲ تا ۶ ژوئن ۲۰۲۱ برنامه‌ریزی شده بودند، اما به دلیل همه‌گیری COVID-19 پس از برنامه‌ریزی مجدد یورو ۲۰۲۰ به ژوئن و ژوئیه ۲۰۲۱ به ۶ تا ۱۰ اکتبر ۲۰۲۱ منتقل شدند.[۴۴]
- ۲۲ اکتبر - قرار است ژاپن انتخابات عمومی مجلس نمایندگان را برگزار کند.
- ۲۳ اکتبر - ۲۷ نوامبر - جام جهانی لیگ راگبی ۲۰۲۱ قرار است در انگلیس برگزار شود.[۴۵]
- ۳۱ اکتبر - ناسا، ESA، آژانس فضایی کانادا و موسسه علمی تلسکوپ فضایی قصد دارند تلسکوپ فضایی جیمز وب را که جانشین تلسکوپ فضایی هابل است، به فضا پرتاب کنند.[۴۶]
- نوامبر - راه اندازی برنامه‌ریزی شده آرتمیس ۱
- ۱ نوامبر - ۱۲ نوامبر - کنفرانس تغییرات آب و هوایی سازمان ملل متحد در سال ۲۰۲۱ قرار است در گلاسگو، اسکاتلند، انگلستان برگزار شود. به دلیل بیماری همه گیر COVID-19 از ۹ نوامبر ۲۰۲۰ برنامه‌ریزی شد.[۴۷]
- ۴ دسامبر - خورشید گرفتگی کامل.[۴۸]

### تاریخ مشخص نیست
- سازمان تحقیقات فضایی هند در نظر دارد مأموریت Chandrayaan-3 Moon را در اواخر سال ۲۰۲۱ یا اوایل سال ۲۰۲۲ آغاز کند.[۴۹]
- چین ساخت ایستگاه فضایی بزرگ مدولار را آغاز می‌کند.
- برخورد دهنده بزرگ هادرونی پس از یک دوره بازسازی مجدداً شروع به کار می‌کند.[۵۰]
- انتظار می‌رود ساخت موزه بزرگ مصر که به عنوان بزرگترین موزه باستان‌شناسی در جهان توصیف شده‌است، به پایان برسد.[۵۱]
- پیش‌بینی می‌شود که اولین نور رصدخانه Vera C. Rubin در سال ۲۰۲۱ با شروع عملیات علمی کامل یک سال بعد رخ دهد.[۵۲][۵۳][۵۴]
- Plan S، ابتکاری برای انتشار علوم با دسترسی آزاد است که در سال ۲۰۱۸ راه اندازی شد،[۵۵][۵۶] ایجاب می‌کند که از سال ۲۰۲۱ مقالات بیش از ۱۰ کشور اروپایی که ناشی از تحقیقاتی است که از طریق کمک‌های مالی عمومی تأمین می‌شود، باید تحت مجوز آزاد در مجلات یا سیستم عامل‌های سازگار منتشر شود. در دسترس همه قرار گیرد.[۵۷][۵۸]

## درگذشتگان

### ژانویه

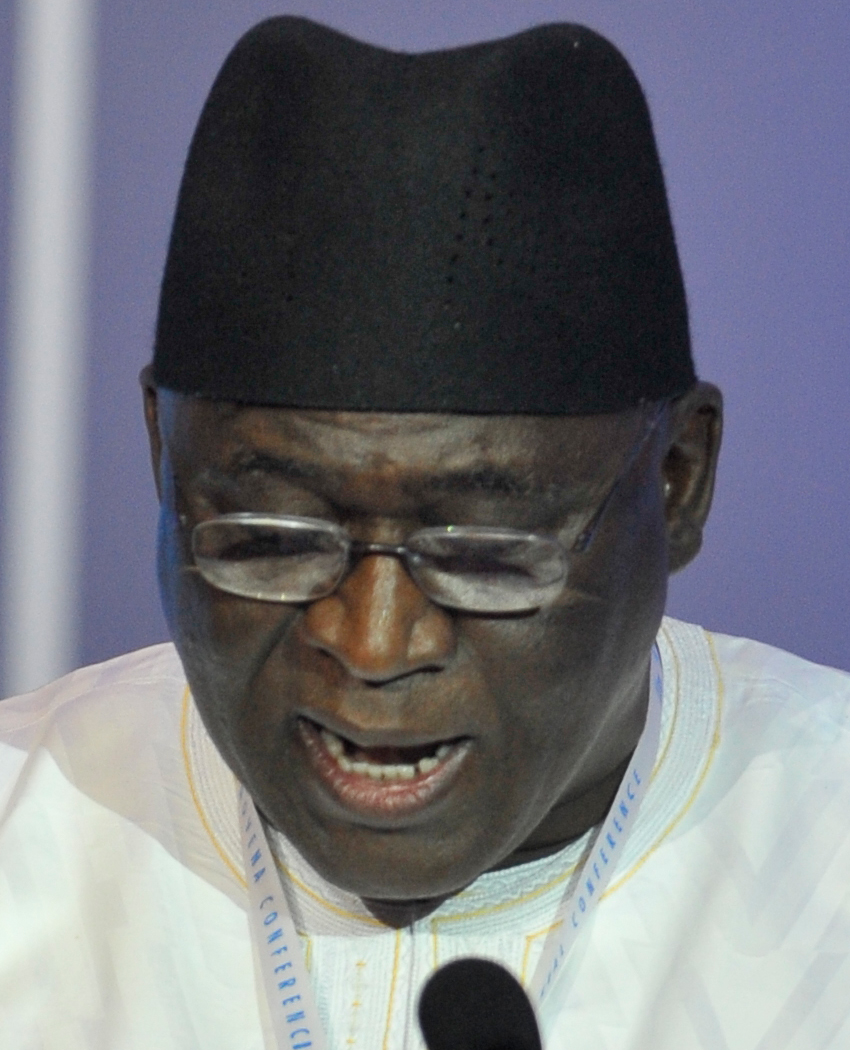
مودیبو کیتا
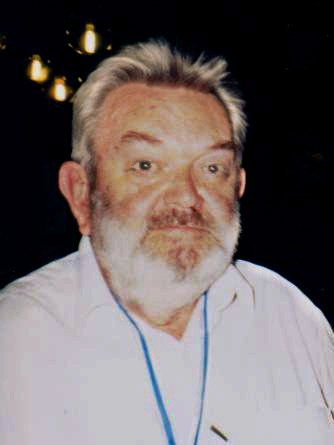
مارتینوس ولتمن
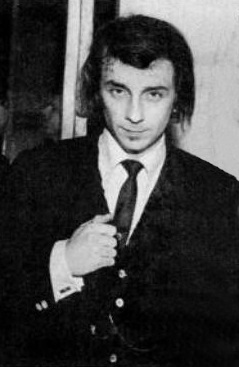
فیل اسپکتور
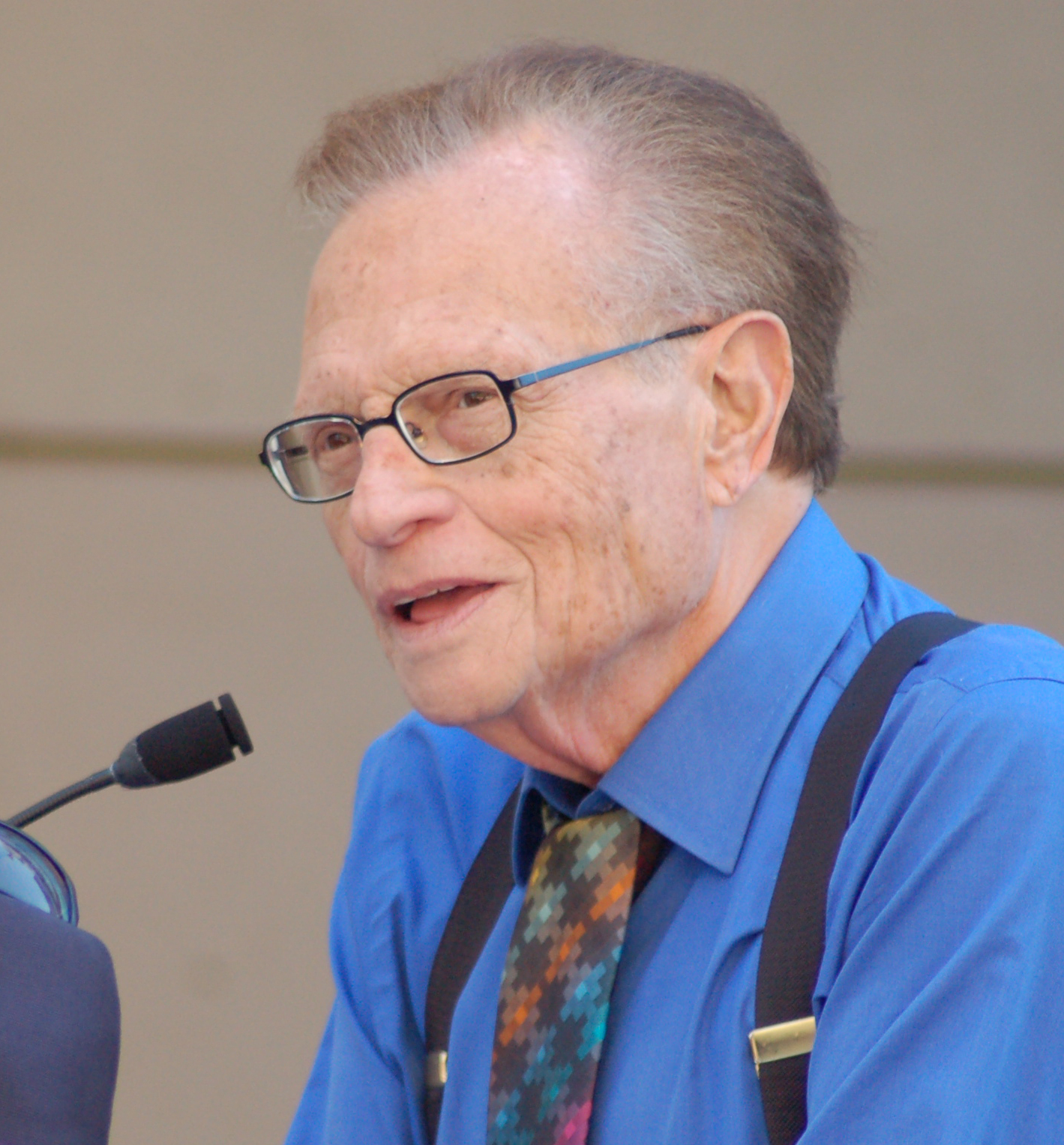
لری کینگ
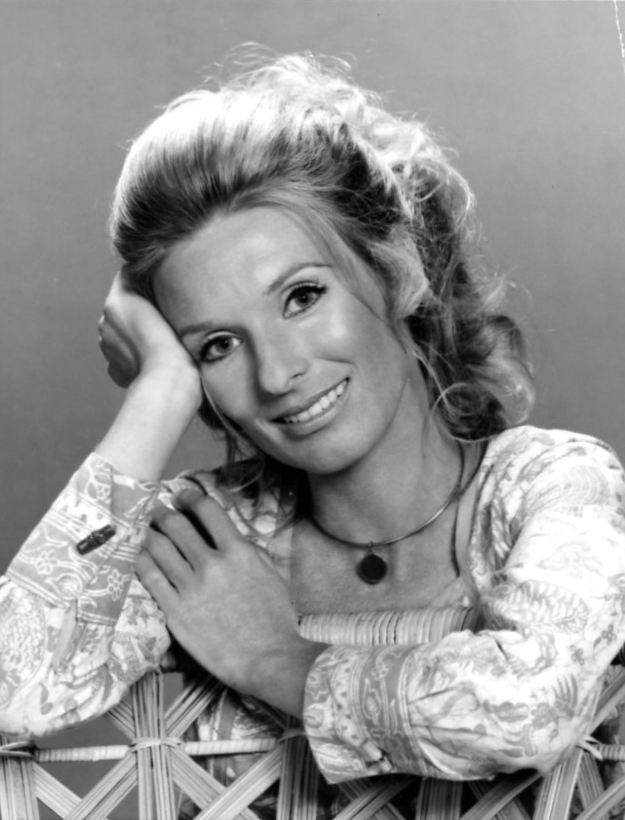
کلوریس لیچمن

- ژانویه ۱
  - کارلوس دو کارمو، خواننده پرتغالی (متولد ۱۹۳۹)[۵۹]
  - المیرا مینیتا گوردون، اولین فرماندار کل بلیز (متولد ۱۹۳۰)[۶۰]
- ۲ ژانویه
  - مایکل مک کویت، رهبر شبه نظامی جمهوری ایرلندی (متولد ۱۹۴۹)[۶۱]
  - مودیبو کیتا، هشتمین نخست‌وزیر مالی (متولد ۱۹۴۲)[۶۲]
  - میکل فرر، بازیکن فوتبال اهل اسپانیا (ز. ۱۹۳۱)
- ۳ ژانویه - گری مارسدن، موسیقیدان انگلیسی (متولد ۱۹۴۲)[۶۳]
- ۴ ژانویه
  - تانیا رابرتز، بازیگر آمریکایی (متولد ۱۹۵۵)[۶۴]
  - مارتینوس جی جی ولتمن، فیزیکدان نظری نوبل هلندی (متولد ۱۹۳۱)[۶۵]
  - آلبرت روکس، آشپز و رستوران دار فرانسوی (متولد ۱۹۳۵)[۶۶]
- ۵ ژانویه - کالین بل، فوتبالیست انگلیسی (متولد ۱۹۴۶)[۶۷]
- ۷ ژانویه
  - مایکل آپت، فیلمساز انگلیسی (متولد ۱۹۴۱)[۶۸]
  - هنری شووری، کاردینال سوئیس (متولد ۱۹۳۲)[۶۹]
  - تامی لاسوردا، بازیکن و مدیر بیس بال آمریکایی (متولد ۱۹۲۷)[۷۰]
- ۱۱ ژانویه
  - شلدون آدلسون، تاجر آمریکایی و بزرگمار کازینو (متولد ۱۹۳۳)[۷۱]
  - کاتلین هدل، قایقران المپیک کانادا (متولد ۱۹۶۵)[۷۲]
  - ویلیام ای تورنتون، فضانورد آمریکایی (متولد ۱۹۲۹)[۷۳]
- ۱۳ ژانویه
  - زیگفرید فیشباخر، جادوگر آمریکایی متولد آلمان (متولد ۱۹۳۹)[۷۴]
  - Eusébio Oscar Scheid، کاردینال برزیل (متولد ۱۹۳۲)[۷۵]
- ۱۶ ژانویه - فیل اسپکتور، تهیه‌کننده رکورد و قاتل مجرم آمریکایی (متولد ۱۹۳۹)[۷۶]
- ۱۸ ژانویه - ژان پیر باکری، بازیگر فرانسوی متولد الجزایر (متولد ۱۹۵۱)[۷۷]
- ۲۰ ژانویه
  - میرا فورلان، بازیگر و خواننده کروات (متولد ۱۹۵۵)[۷۸]
  - جاستین لخانیا، رئیس شورای نظامی لسوتو (متولد ۱۹۳۸)[۷۹]
- ۲۱ ژانویه - ناتالی دلون، بازیگر فرانسوی (متولد ۱۹۴۱)[۸۰]
- ۲۲ ژانویه - هنک آرون، بازیکن بیس بال آمریکایی (متولد ۱۹۳۴)[۸۱]
- ۲۳ ژانویه
  - آلبرتو گریمالدی، تهیه‌کننده فیلم ایتالیایی (متولد ۱۹۲۵)[۸۲]
  - هال هولبروک، بازیگر آمریکایی (متولد ۱۹۲۵)[۸۳]
  - لری کینگ، مجری برنامه گفتگوی آمریکایی (متولد ۱۹۳۳)[۸۴]
- ۲۴ ژانویه - گانل لیندبلوم، بازیگر سوئدی (متولد ۱۹۳۱)[۸۵]
- ۲۶ ژانویه
  - لارس نورن، نمایشنامه نویس، رمان‌نویس و شاعر سوئدی (متولد ۱۹۴۴)[۸۶]
  - یوزف ونگلوچ، فوتبالیست و مدیر اسلواکی (متولد ۱۹۳۶)[۸۷]
- ۲۷ ژانویه
  - آدریان کامپوس، راننده فرمول یک اسپانیایی (متولد ۱۹۶۰)[۸۸]
  - کلوریس لیچمن، بازیگر آمریکایی (متولد ۱۹۲۶)[۸۹]
  - مهرداد میناوند، فوتبالیست و مربی ایرانی (متولد ۱۹۷۵)[۹۰]
- ۲۸ ژانویه
  - پاول کروتزن، شیمیدان جوی نوبل هلندی (متولد ۱۹۳۳)[۹۱]
  - واسیلی لانوی، بازیگر شوروی و روسی (متولد ۱۹۳۴)[۹۲]
  - سیسیلی تایسون، بازیگر آمریکایی (متولد ۱۹۲۴)[۹۳]
- ۲۹ ژانویه
  - ایوان دوئیس، فوتبالیست فرانسوی (متولد ۱۹۳۵)[۹۴]
  - هیلتون ولنتاین، گیتاریست انگلیسی (متولد ۱۹۴۳)[۹۵]
- ۳۰ ژانویه - سوفی، نوازنده اسکاتلندی، تهیه‌کننده ضبط، خواننده، ترانه‌سرا و دی جی (متولد ۱۹۸۶)[۹۶]
- ۳۱ ژانویه – آبراهام جی. تورسکی، روانپزشک، مرجع دینی و پژوهشگر آیین یهودیت اسرائیلی-آمریکایی (ت. ۱۹۳۰)

### فوریه
- ۱ فوریه
  - داستین دیاموند، بازیگر و کمدین آمریکایی (متولد ۱۹۷۷)
- ۲ فوریه
  - ادوارد بابیوچ، پنجمین نخست‌وزیر لهستان (متولد ۱۹۲۷)[۹۷]
  - سروان سر تام مور، افسر ارتش بریتانیا و مبارزات خیریه (متولد ۱۹۲۰)[۹۸]
  - فاوستا مورگانتی، ناخدای سابق سان مارینو (متولد ۱۹۴۴)[۹۹]
- ۳ فوریه - هایا هراریت، بازیگر زن اسرائیلی (متولد ۱۹۳۱)[۱۰۰]
- ۴ فوریه - میلی هیوز-فولفورد، فضانورد و زیست‌شناس مولکولی آمریکایی (متولد ۱۹۴۵)[۱۰۱]
- ۵ فوریه - کریستوفر پلامر، بازیگر کانادایی (متولد ۱۹۲۹)[۱۰۲] نوامبر
- ۲۴ نوامبر - آرمان عبدالعالی ، بسکتبالیست، دانش آموخته حقوق دانشگاه جامع علمی کاربردی ، دانش آموخته و دانشجوی مهندسی پزشکی دانشگاه پردیس تربیت مدرس، دوست، قاتل و عامل جنایت قتل غزاله شکور